# Myrmecophilus baronii
Myrmecophilus baronii is een rechtvleugelig insect uit de familie mierenkrekels (Myrmecophilidae). De wetenschappelijke naam van deze soort is voor het eerst geldig gepubliceerd in 1966 door Baccetti.